# Thermocyclops incisus
Thermocyclops incisus – gatunek widłonoga z rodziny Cyclopidae. Nazwa naukowa tego gatunku skorupiaków została opublikowana w 1932 roku na podstawie prac naukowych niemieckiego zoologa Friedricha Kiefera.